# Federação de Futebol de Myanmar
A Federação de Futebol de Myanmar (birmanês:  မြန်မာနိုင်ငံ ဘောလုံး အဖွဲ့ချုပ်) (em inglês:  Myanmar Football Federation, MFF) é o órgão dirigente do futebol de Mianmar, responsável pela organização dos campeonatos disputados no país, bem como os jogos da seleção nacional, seja masculina ou feminina, nas diferentes categorias. Foi fundada em 1947 e é filiada à Federação Internacional de Futebol (FIFA) desde 1948 e à Confederação Asiática de Futebol (AFC) desde 1954. Zaw Zaw é o atual presidente da entidade.